# Phosphatide d'ammonium
Les phosphatides d'ammonium, ou sels mélangés d'ammonium de glycérides phosphorylés, sont un additif alimentaire (E442). Ils sont employés comme émulsifiants et stabilisants en complément ou en remplacement de la lécithine (phosphatidylcholine), dans les préparations chocolatées. Ils sont autorisés en France en 1983, d'abord à hauteur de 5 g/kg, puis 10 g/kg. 
Chimiquement, ce sont des sels d'acides phosphatidiques, obtenus à partir de graisses alimentaires par glycérolyse (réaction avec le glycérol) suivie d'une phosphorylation (au pentoxyde de phosphore), puis d'une neutralisation à l'ammoniac,. À température ambiante, les phosphatides d'ammonium sont sous forme semi-solide onctueuse.Les sels d'ammonium de l'acide phosphatidique sont des émulsifiants. Ils garantissent par exemple la fluidité des masses cacaotées. L’acide phosphatidique est généralement dérivé d’huile de colza et l’additif peut alors être potentiellement contaminé par de l'acide érucique. Cet acide gras ne constitue pas un problème de sécurité pour la plupart des consommateurs. Il pourrait cependant présenter un risque sanitaire à long terme pour les enfants qui consommeraient des quantités importantes d'aliments contenant cet additif. Des tests réalisés sur des animaux montrent qu’une absorption prolongée d’huiles contenant de l'acide érucique peut conduire à un trouble cardiaque appelé lipidose myocardique. Cette situation est néanmoins temporaire et réversible. Il existe également une controverse globale au sujet des additifs alimentaires à base de phosphate, fort nombreux et qui pourraient favoriser les maladies cardiovasculaires[réf. nécessaire].